# Afroinsectòfils
Els afroinsectòfils (Afroinsectiphilia) són un clade de mamífers afroteris que agrupa els talps daurats i tenrècids (afrosorícides), les musaranyes elefant i els porcs formiguers. La relació entre aquests tres ordres d'insectívors africans foren descobertes a finals de la dècada del 1990 a partir d'anàlisis de l'ADN. És possible que els ptolemàides, un grup extint, també pertanyin a aquest clade.